# Sergeant Byrne of the Northwest Mounted Police
Pour plus de détails, voir Fiche technique et Distribution.
Sergeant Byrne of the Northwest Mounted Police est un film muet américain réalisé par Colin Campbell et sorti en 1912.

## Fiche technique
- Réalisation : Colin Campbell
- Scénario : Lanier Bartlett
- Production : William Nicholas Selig
- Date de sortie :  États-Unis : 5 septembre 1912

## Distribution
- Tom Santschi : Sergent Byrne
- Herbert Rawlinson : Harvey Drake
- Wheeler Oakman : Sergent O'Rourke
- Fernando Gálvez : Bill Jones
- Eugenie Besserer : Jessie Long